# Лейлоян, Асмик Араратовна
Асмик Араратовна Лейлоян (арм. Հասմիկ Լեյլոյան; род. 23 сентября 1954, Ереван, Армянская ССР, СССР) — армянский музыкант, получившая известность игрой на национальном инструменте каноне. Профессор Ереванской консерватории им. Комитаса. Народный артист Армении (2013). Автор ряда книг о каноне.

## Биография
Асмик Лейлоян активно участвует в различных концертах. На протяжении многих лет она была солисткой армянской государственной филармонии, позже солистом симфонического оркестра армянского радио и телевидения. Она также выступала с симфоническими оркестрами Национальной оперы им. Ал. Спендиарова, Монреаля, Торонто, Марселя, Сиднея, Лиона, Нью-Йорка, Национальным академическим оркестром народных инструментов России имени Н. П. Осипова и другими. Помимо этого Асмик Лейлоян работала со многими известными музыкантами, такими как Ара Геворкян, Карен Дургарян, Ерванд Ерзнкян, Николай Калинин, Даниэль Декер, Ронни Барак, Кай Аухаген.
Ею был выпущен альбом «Ностальгия», состоящий из двух дисков: первый включает в себя композиции армянских композиторов, второй западно-европейских. Асмик Лейлоян записала альбом «Зартонк», «Лети моё сердце», «Вернись мой дорогой» и «Вокруг света». Кроме этого у неё имеются два фильма «Золотые струны» и «Вернись».
В 2010 году Асмик Лейлоян была приглашена на седьмой международный музыкальный фестиваль в Абу-Даби, где, играя на каноне, выступила вместе с армянским камерным ансамблем «Камертон». В столице Арабских Эмиратов она исполнила классические произведения Хачатуряна, Спендиарова, а также композиции Комитаса, Саят-Новы и армянские народные произведения. В 2011 году она участвовала фестивале «Шёлковый путь». В конце 2012 года Асмик Лейлоян приняла участие в музыкальном фестивале в Бахрейне, где издание «Gulf Daily News» назвало её королевой канона.
Будучи лауреатом международных и республиканских конкурсов Асмик Лейлоян дала огромное количество концертов в более чем 40 странах. В 2013 году за свою деятельность удостоилась звания «Народный артист Армении». На сегодняшний день является профессором Ереванской консерватории им. Комитаса. Её перу принадлежит ряд книг, посвящённых канону. Аудио и видео записи Асмик Лейлоян включены в государственные фонды.

## Книги
- Концертная программа для канона (переработки и переложения)
- Концертные пьесы для канона
- Армянская школа Канона I
- Армянская школа Канона II

## Дискография
- «Ностальгия»
- «Зартонк»
- «Лети мое сердце»
- «Вернись мой дорогой»
- «Вокруг света»

## Фильмография
- «Золотые струны»
- «Вернись»